# Clara Novello
Clara Anastasia Novello (10 de junio de 1818 - 12 de marzo de 1908) fue una aclamada soprano, la cuarta hija de Vincent Novello, músico y editor de música, y su esposa, Mary Sabilla Hehl. Su aclamada soprano y estilo puro la convirtieron en una de las más grandes vocalistas, tanto en ópera, oratorio y en el escenario de conciertos, a partir de 1833. En 1843 se casó con el Conde Gigliucci, y se retiró en 1861. Charles Lamb escribió un poema ("A Clara N.") en su elogio.

## Biografía

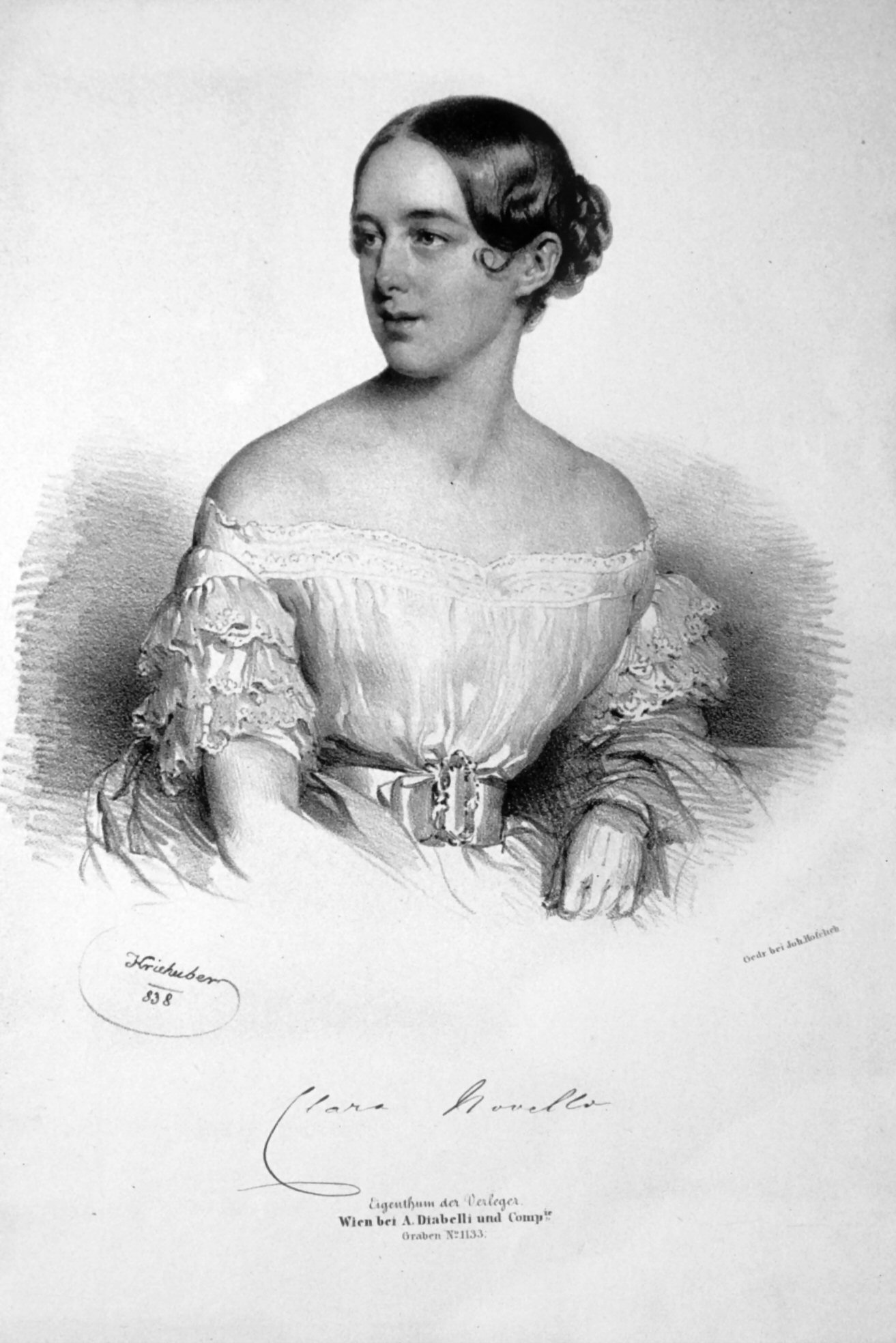
Clara Novello, Litografía de Josef Kriehuber, 1838

Nació en Oxford Street, Londres, el 10 de junio de 1818, siendo la cuarta hija de Vincent Novello y Mary Sabilla Hehl. Su hermana mayor fue Mary Victoria Cowden Clarke. Clara fue llevada en su infancia a York, donde fue puesta bajo la tutela de Miss Hill, la principal cantante, y John Robinson, organista de la capilla católica romana allí. Sus talentos fueron mostrados de inmediato; y en el Domingo de Pascua, cuando Miss Hill estuvo repentinamente indispuesta, Clara se ofreció a cantar todos sus solos de memoria, y tuvo éxito. En 1829, se convirtió en alumna de la Institución real de música clásica y religiosa en París. Siempre conservó el más fuerte aprecio por su formación allí; la música de Palestrina fue muy cantada, y Clara atribuyó su perfecto sostenuto al haber cantado en sus motetes, y verse obligada a sostener las suspensiones. La academia declinó después de la revolución de 1830, y Clara, que había tenido experiencias desagradables durante los enfrentamientos, regresó a Inglaterra.
El 22 de octubre de 1832, a la edad de 14 años, hizo su primera aparición pública en un concierto en Windsor, con gran éxito; y en diciembre tomó el papel de soprano en la Missa Solennis de Beethoven. Pronto se convirtió en una de las principales cantantes de su época, siendo contratada para toda la serie de Conciertos Antiguos, en los Conciertos Filarmónicos y en el Festival de los Tres Coros. Cantó en un sexteto, liderado por Grisi, en la conmemoración de Handel en junio de 1834; Lord Mount-Edgcumbe la describe como una joven con una voz clara y buena.
El amigo de su padre, Charles Lamb, aunque no era músico, escribió los versos 'A Clara N.' publicados en el Athenæum el 26 de julio de 1834.
Después de la retirada de Catherine Stephens, Condesa de Essex, en 1835, quedó sin rival y asumió el papel principal de soprano en todos los conciertos importantes de Inglaterra. La música de Handel se adaptaba particularmente a su estilo. En el Festival de Manchester en septiembre de 1836, recibió muchos consejos útiles de la moribunda María Malibran.

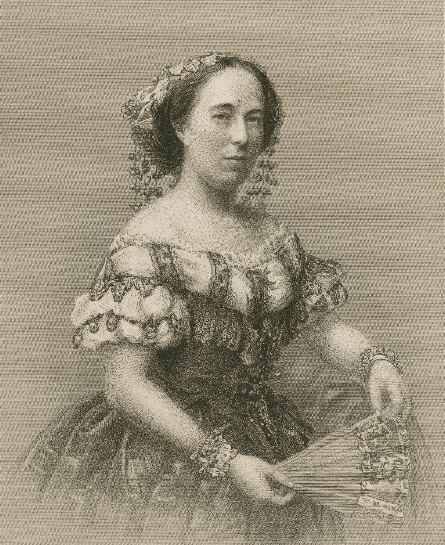
Reprografía de 1863 de un retrato de Clara Novello

En 1837, Felix Mendelssohn la invitó a los Conciertos del Gewandhaus en Leipzig, donde apareció el 2 de noviembre de 1837 y varias veces más tarde. Fue bien recibida y logró hacer que el público alemán apreciara los solos de Handel. Schumann declaró que nada en años pasados le había dado tanto placer como la voz de la señorita Novello, "cada nota definida con precisión como en el teclado". Mendelssohn escribió que Clara Novello y la Sra. Shaw (su sucesora el próximo invierno) "son las mejores cantantes de concierto que hemos escuchado en Alemania en mucho tiempo". También cantó en Berlín, Dresde, Praga, Viena y Múnich. Luego, visitando a Rossini en Bolonia, fue aconsejada que estudiara ópera durante un año; tomó lecciones de Micheroux en Milán.
En 1839, realizó una vez más una gira de conciertos, viajando por el Rin hasta Düsseldorf, a través del norte de Alemania hasta Berlín y luego a San Petersburgo. Su primera aparición en el escenario fue en Padua en la Semiramide de Rossini, el 6 de julio de 1841. Le siguieron éxitos rotundos en Roma, Génova y otras grandes ciudades italianas; Rossini la mandó llamar especialmente para que tomara el papel de soprano en su recién completado Stabat Mater. Debido a la mala gestión de agentes, se anunció que cantaría en dos lugares -en Roma y Génova- durante el carnaval de 1843; las autoridades romanas se negaron a otorgar un permiso para salir del territorio y la detuvieron bajo arresto en Fermo. Al apelar como súbdita británica ante Lord Aberdeen, entonces secretario de relaciones exteriores de Inglaterra, el asunto se resolvió por arbitraje. El Conde Gigliucci, gobernador de Fermo, se enamoró de su prisionera; ella acordó casarse con él tan pronto como sus compromisos profesionales lo permitieran. En la última actuación de Novello en Roma fue llamada al escenario veintinueve veces; hubo cierta perturbación en Génova. En marzo regresó a Inglaterra y apareció en ópera inglesa en el teatro Drury Lane; también en Acis y Galatea de Handel, y en la Sociedad Armónica Sagrada y otros conciertos. El 22 de noviembre, se casó con el Conde Gigliucci en la iglesia parroquial de Paddington y se retiró con él a Italia.
Durante los disturbios de 1848, sus propiedades fueron confiscadas, y la condesa decidió volver a presentarse en público. En 1850, cantó en ópera en Roma; luego en Lisboa, y el 18 de julio de 1851 reapareció en Londres, cantando en el Mesías de Handel en Exeter Hall. Sus adornos vocales generaron cierta desaprobación, aunque se dijo que su voz había ganado en fuerza y no había perdido nada de su belleza. Se convirtió en la principal soprano de concierto inglesa, apareciendo solo una vez más en Inglaterra en ópera, en I Puritani en el teatro Drury Lane el 5 de julio de 1853. En Milán, cantó en ópera durante los carnavales de 1854 a 1856. En Inglaterra, su canto fue considerado como la encarnación de las mejores tradiciones del estilo de Handel; como Mara y Catalani antes, y Lemmens-Sherrington después, se distinguió especialmente en su interpretación de "Sé que mi Redentor vive", y cantaba la frase inicial de un solo aliento. En la inauguración del Crystal Palace, el 10 de junio de 1854, su canto, "escuchado hasta los rincones más remotos del edificio", pareció más grandioso que nunca.
Fue contratada como solista de soprano para el estreno de la pastorale May Queen de William Sterndale Bennett, una obra encargada para la apertura del Festival de Música de Leeds en 1858 y dirigida por el propio compositor.
Probablemente la mejor revelación de sus habilidades fue en el Festival de Handel allí en junio de 1859. Luego decidió retirarse. Después de cantar en el "Mesías" de Handel en el Crystal Palace, hizo su última aparición en un concierto benéfico en St. James's Hall el 21 de noviembre de 1860, siendo el himno nacional la última melodía interpretada.

## Retiro
En su retiro, vivió con su esposo en Roma y Fermo. Él falleció el 29 de marzo de 1893; ella murió, a la edad de 89 años, el 12 de marzo de 1908, en Roma, dejando una hija, Valeria.

## Influencia
La cantante galesa Clara Novello Davies fue nombrada en honor a Clara Novello, y su propio hijo Ivor Novello continuó con este nombre familiar.

## Familia
Hijos de Vincent Novello y Mary Sabilla Novello incluyen: 
- Mary Victoria Cowden Clarke (née Novello) (1809–1898), erudita literaria y escritora
- Joseph Alfred Novello (1810–1896), editor de música
- Edward Petre Novello (1813–1836), pintor (del retrato familiar en NPG)
- Emma Novello (1814–c. 1880), pintora
- Clara Novello (1818–1908), soprano
- Sabilla Novello (1821–1904), cantante y profesora de canto
- Florence Novello